# MGCウッドケム
MGCウッドケム株式会社（エムジーシーウッドケム、MGC Woodchem Corporation）は、木材用接着剤やホルマリンなどの製造・販売を手掛けている日本の企業で、三菱ガス化学の100%子会社。旧社名は株式会社ユタカケミカル。

## 概要
1958年に三菱ガス化学とホーネンコーポレーション（後のJ-オイルミルズ）との折半出資により、豊ホルマリン工業株式会社として設立。主に環境配慮型接着剤や塗料の開発・製造・販売等を手がけている。
J-オイルミルズは2021年3月29日に、保有しているユタカケミカル全株式を三菱ガス化学へ譲渡する事を発表。J-オイルミルズが保有していたユタカケミカル株式は同年5月31日付で三菱ガス化学へ譲渡され、ユタカケミカルは三菱ガス化学の完全子会社となった。
2022年4月1日付で販売部門であったJ-ケミカルを吸収合併。翌4月2日付で商号をMGCウッドケム株式会社へ変更した。

## 沿革
- 1958年5月15日 - 三菱ガス化学とホーネンコーポレーションとの折半出資により、豊ホルマリン工業株式会社として設立。
- 2021年5月31日 - J-オイルミルズ保有分の株式が三菱ガス化学へ譲渡されたと同時に、三菱ガス化学の完全子会社となる。
- 2022年
  - 4月1日 - J-ケミカルを吸収合併。
  - 4月2日 - 商号を株式会社ユタカケミカルからMGCウッドケム株式会社へ変更。

## 事業所
- 本社・東京営業所 - 東京都千代田区神田駿河台3-6-1 菱和ビル8F
- 大阪営業所 - 大阪府大阪市西区江戸堀1-9-1 肥後橋センタービル14F
- 第1研究室・第3研究室・清水工場 - 静岡県静岡市清水区島崎町162
- 第2研究室・品質保証室・平塚工場 - 神奈川県平塚市東八幡5-3-4
- 水島工場 - 岡山県倉敷市水島海岸通2-1-34